# Edward Coode
Edward Coode –conocido como Ed Coode– (Bodmin, 19 de junio de 1975) es un deportista británico que compitió en remo.
Participó en dos Juegos Olímpicos de Verano, obteniendo una medalla de oro en Atenas 2004, en la prueba de cuatro sin timonel, y el cuarto lugar en Sídney 2000, en el dos sin timonel.
Ganó cuatro medallas en el Campeonato Mundial de Remo entre los años 1997 y 2003.

## Palmarés internacional
| Juegos Olímpicos   | Juegos Olímpicos        | Juegos Olímpicos  | Juegos Olímpicos   |
| Año                | Lugar                   | Medalla           | Prueba             |
| ------------------ | ----------------------- | ----------------- | ------------------ |
| 2004               | Atenas (Grecia)         | Medalla de oro    | Cuatro sin timonel |
| Campeonato Mundial |                         |                   |                    |
| Año                | Lugar                   | Medalla           | Prueba             |
| 1997               | Aiguebelette (Francia)  | Medalla de bronce | Cuatro con timonel |
| 1999               | St. Catharines (Canadá) | Medalla de oro    | Cuatro sin timonel |
| 2001               | Lucerna (Suiza)         | Medalla de oro    | Cuatro sin timonel |
| 2003               | Milán (Italia)          | Medalla de bronce | Ocho con timonel   |